# حديث بياض ورياض

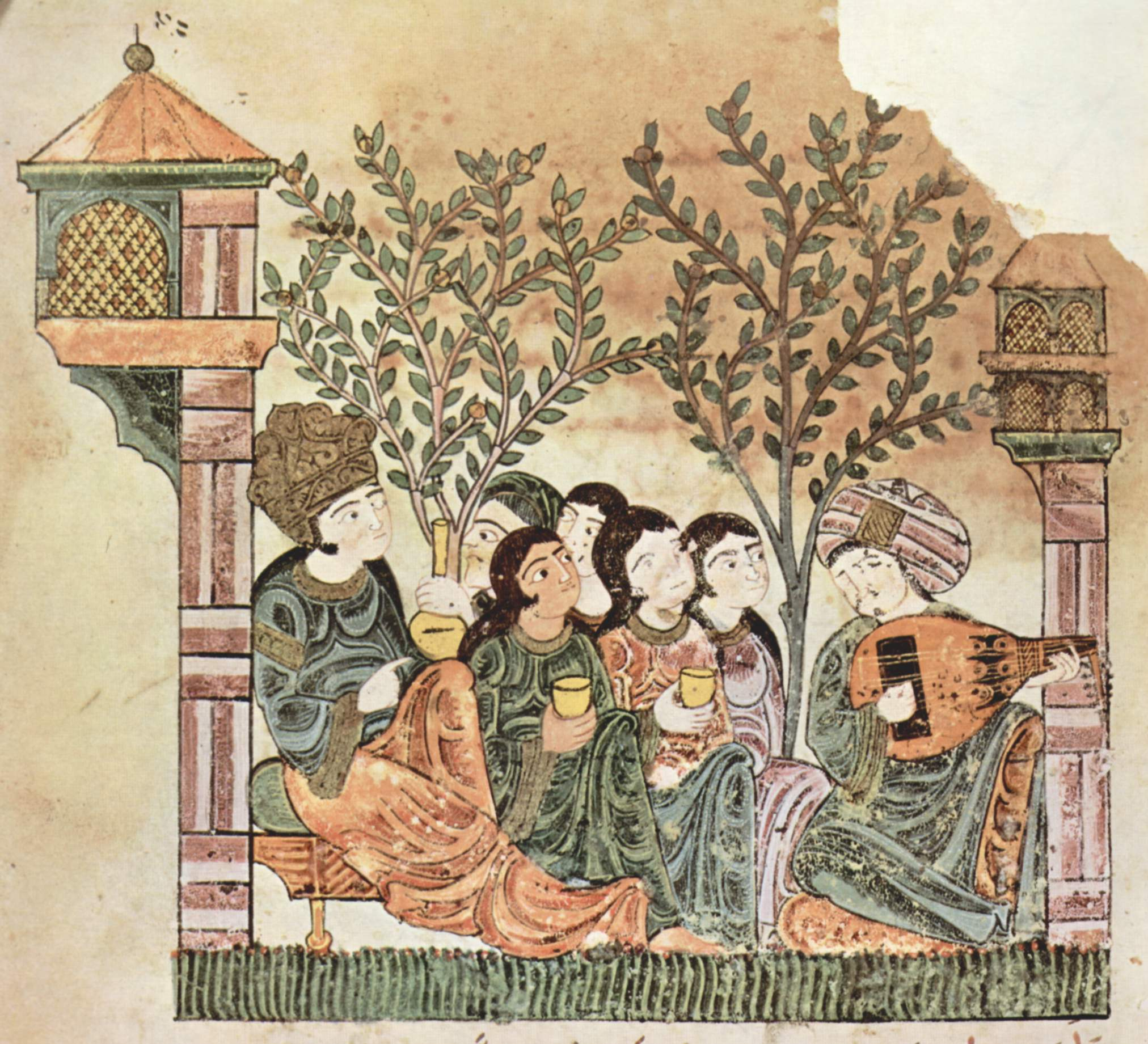
بياض يعزف العود لآنسة، مخطوطة عربية لقصة بياض ورياض.

حديث بياض ورياض، هي قصة غرام عربية من القرن 13. تدور القصة حول بياض، وهو ابن تاجر مجهول من دمشق، ورياض، وهي فتاة أندلسية.

## أحداث القصة
هذا المخطوط المبتور مكون من ثلاثين ورقة وأربع عشرة منمنة يحكي قصة حب بين بياض، وهو ابن تاجر من دمشق، ورياض أَمَة وابنة حاجب المفضلة. تشير القصة لشخصيات أخرى كشخصية «العجوز» التي تقوم بنفس دور مسهلة اللقاء في أدب العصر الوسيط الأدنى، وشخصية سيّدة، وهي بنت حاجب.
عندما حل بياض في دمشق، رأى رياض قرب النهر فعشقها. أخذته العجوز تحت حمايتها، وساعدت الطرفين في تلاقيهما. في لقائهما هذا ستسقط رياض في غرام الشاب كذلك. ولقد حاولت العجوز أن تثني هذا الشاب عن هذا الحب لأن المرأة كانت أمَة حاجب المفضلة.
ورغم ذلك، استطاع بياض أن يقنع العجوز بتسهيل لقاءه بالفتاة مرة ثانية حيث سيرتكب حماقة إعلانه عن حبه لها. وفي غضب شديد، ستعمل «سيدة» على إغلاق الأبواب على رياض. كما استطاعت العجوز أن تخبئ بياض وتأخذه عندها. ومن ثم سيبدأ المحبان في تبادل رسائلهما. وبما أن المخطوط مبتور، فإننا نجهل بداية ونهاية القصة.

## المؤلف
كاتب هذا المؤلف مجهول، إذ يُظن أنه أندلسي من القرن 13 م، رغم أن الخطوط المستعملة آنذاك في المغرب والأندلس كانت متقاربة، غير أن بعض الجزئيات الإنشائية في العمارة وكذا في اللباس الظاهرة في المنمنمات يبدو أنها تشير إلى أنهما في الأندلس، وبالضبط في اشبيلية في بداية القرن 13 الميلادي، في الفترة الموحدية. الرسوم الواردة لها أهمية قصوى، إذ أن مشاهد المنمنمات هذه تصور جوانب عديدة من الحياة اليومية: ألبسة، عمارة، استعمال الماء، وأهم هذه الرسومات هي تلك التي تصور مثلا مشهد ناعورة.
النص مكتوب نثرا وشعرًا. المتن النثري يقدم الإطار الذي تدور فيه الأحداث، ويضم مكونات الحكي المهمة، بينما تصف الأبيات الشعرية العواطف الجيّاشة. هذا الجمع بين النثر والشعر معروف كذلك في كثير من أعمال أوروبا المسيحية المتزامنة مع هذه القصة، كمؤلف أوكاسان ونيكوليت لكاتبه المجهول، كتاب گيوم ده دول لصاحبه جون رنار. كما نجد نفس هذه التشكيلة في أعمال التروبادور.
الموضوع المركزي لهذه القصة يجد له مقابل في كل من الأدب العربي القديم وفي الأدب المسيحي. نجد مثلا تشابهات مع أشهر أساطير الأدب العربي، كمجنون ليلى. فمثل مجنون، قام رياض بخطأ التصريح بحبه. ولقد نقلت هذه القصة في مؤلفات عديدة، ككتاب أبو الفرج الأصفهاني، (كتاب الأغاني)، الذي يبدو أنه تم تداوله في الأندلس إذ أن خليفة الحكم الثاني كان يمتلكه في خزانته الخاصة. ورغم أن هذه النسخة تكون قد أتلفت من طرف المنصور، فإن هذا المؤلف واصل انتشاره في الأندلس كما تدل على ذلك المصادر التي وجدوها عند الكتّاب اللاحقين، كابن سعد مثلا.
إن قصة بياض ورياض تتقاسم نفس المواضيع مع بعض مؤلفات الأدب في شمال إفريقيا، كما في نموذج «قطب السرور في أوصاف الأنبذة والخمور» لابن رقيق الذي عاش في القيروان في القرن 10 م. في هذا المؤلف، حاول كاتبه جمع خمريات عديدة وإعطاء بعض النصائح لترتيب المواعيد. النقط المشتركة بين قصة بياض ورياض وبعض الأعمال الأخرى في العصر الوسيط الأدنى المكتوبة في إسبانيا المسيحية واضحة للعيان، كما يبدو ذلك من مؤلف خوان رويز كبير الكهنة في حياتنا كتاب الحب الجميل.

## معرض صور

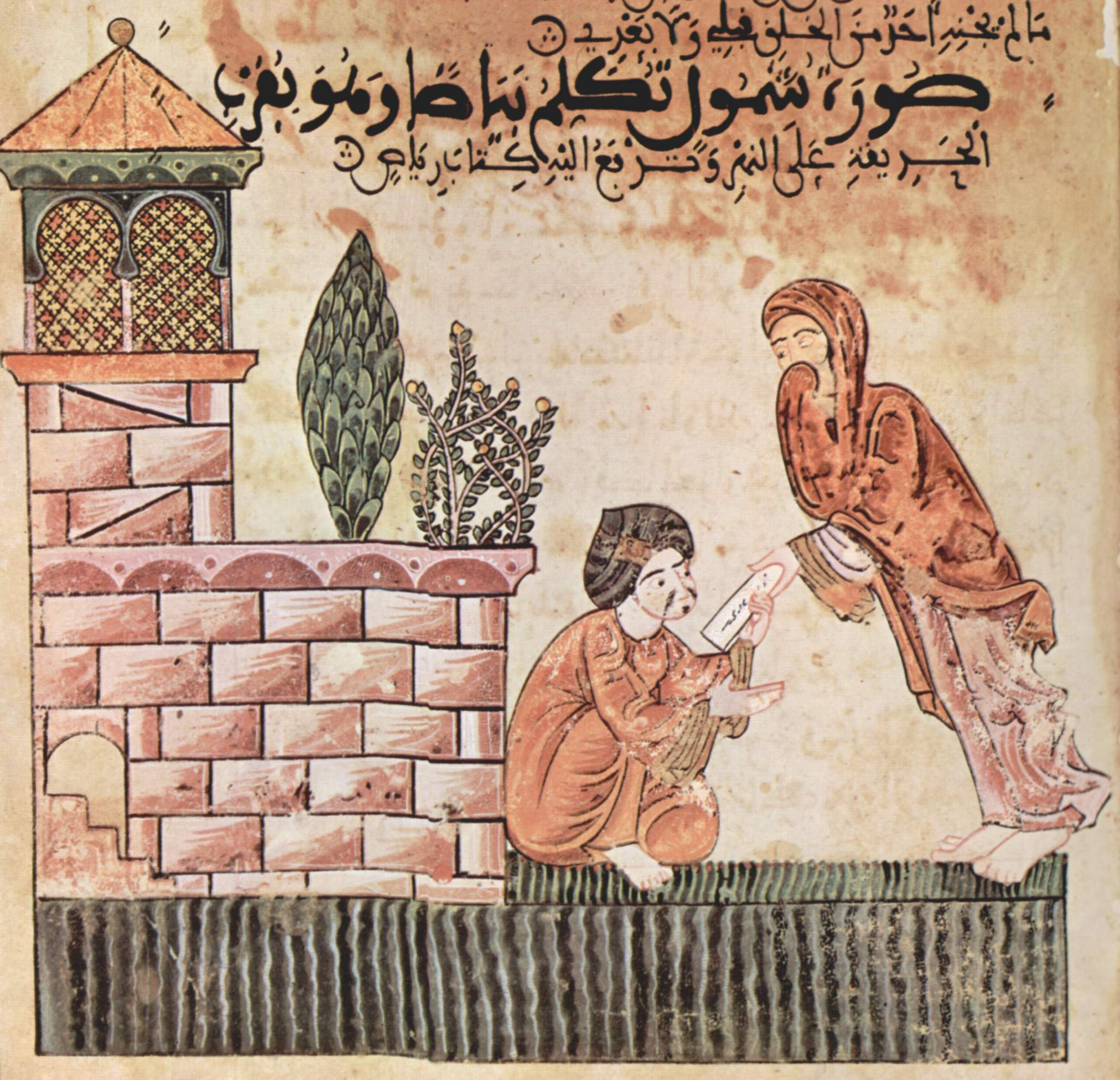
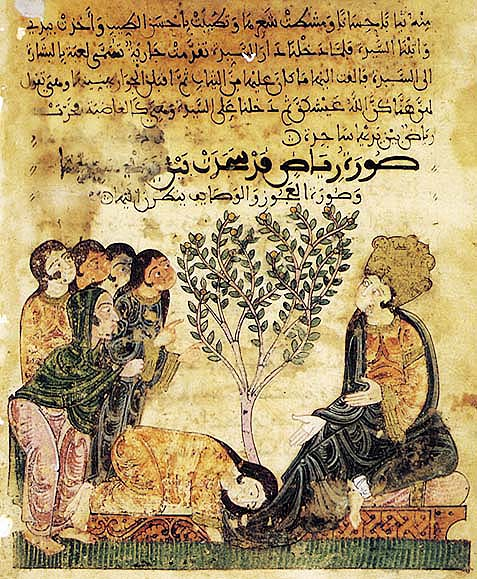
قصة بياض و رياض
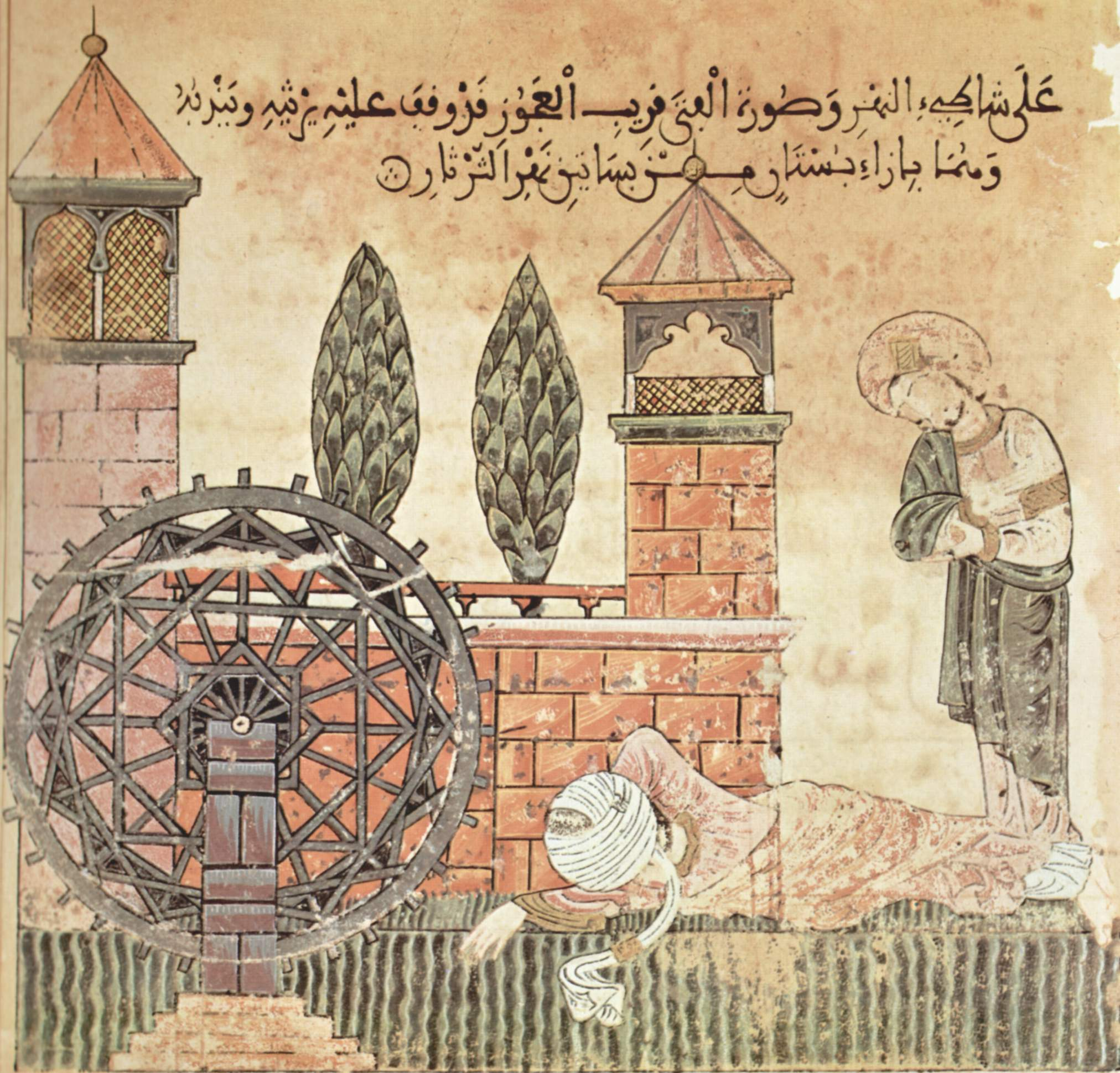
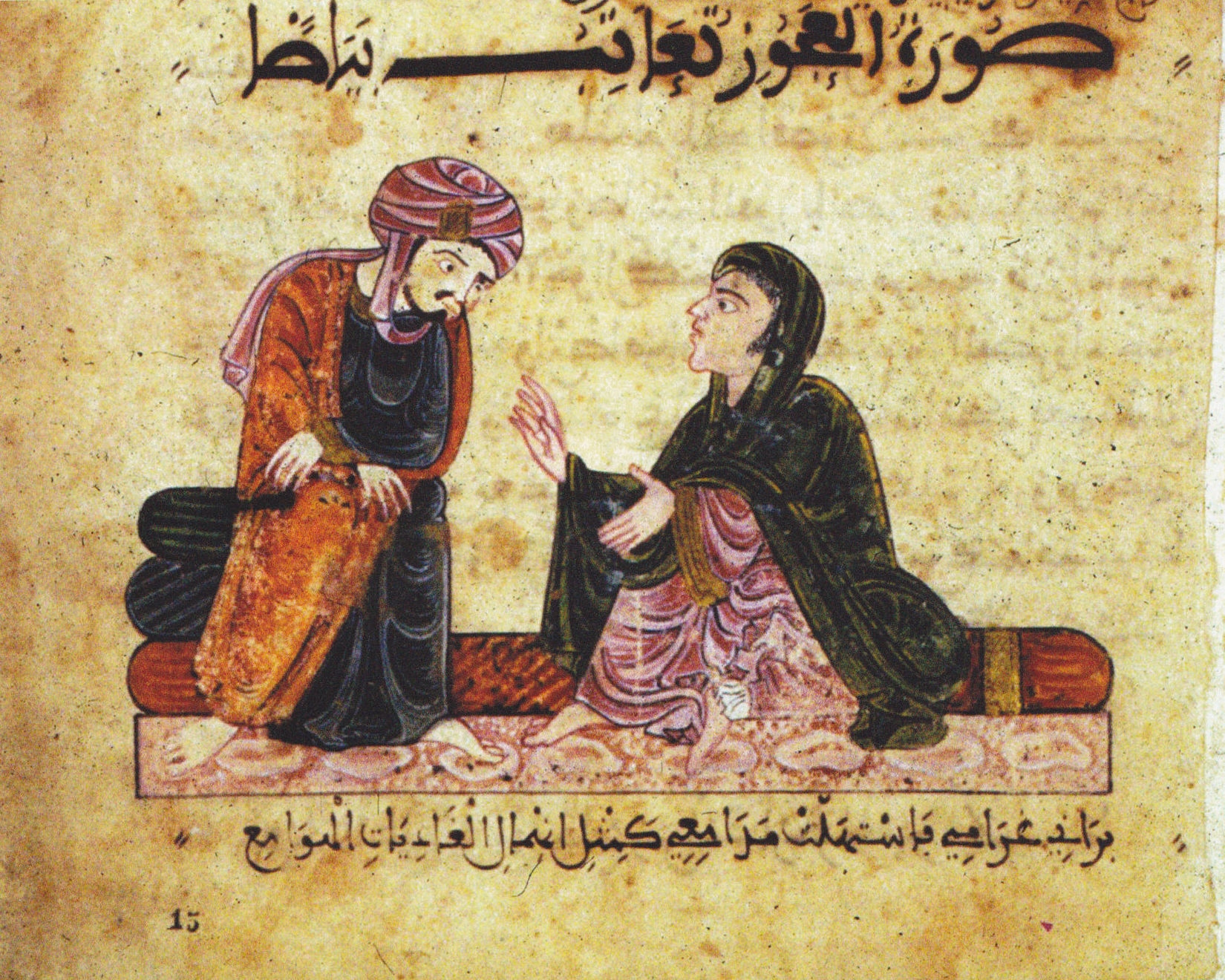
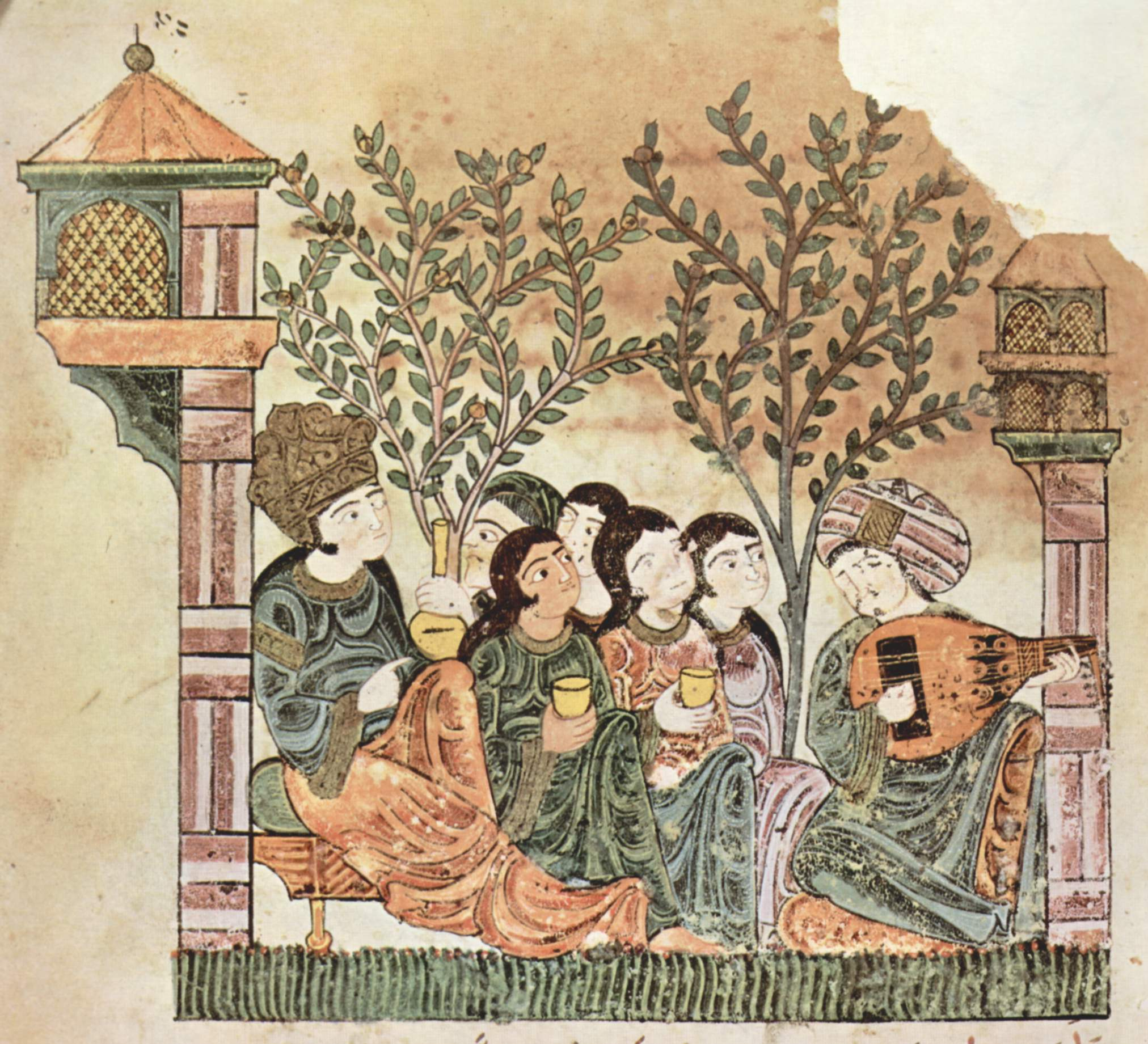

## وصلات خارجية
- مخطوطة قصة بياض ورياض على موقع مكتبة الفاتيكان. (تاريخ الاطلاع: 8 نوفمبر 2021)